# Górzyska
Górzyska – wieś w Polsce położona w województwie lubuskim, w powiecie strzelecko-drezdeneckim, w gminie Drezdenko.
| SIMC    | Nazwa  | Rodzaj |
| ------- | ------ | ------ |
| 0181295 | Chojna | osada  |
| 0181510 | Zawada | osada  |

W latach 1975–1998 miejscowość administracyjnie należała do województwa gorzowskiego.